# Felix Sturm
Felix Sturm (født 31. januar 1979 som Adnan Ćatić) er en tysk bokser og nuværende WBA mellemvægt-verdensmester af bosniske afstamning. Sturm er født og opvokset i Leverkusen i Tyskland, men begge hans forældre var indvandrere fra Mostar i Bosnien-Hercegovina.

## Professionelle Karriere
Den 27. januar 2001 havde Sturm sin debut som professionel bokser mod Antonio Ribeiro fra Angola. Seks måneder tidligere havde han kvalificeret sig til OL i Sydney, men tabte sin kamp til fremtidige mellemvægtsmester Jermain Taylor.
Efter 16 succesfulde kampe, vandt Sturm den WBO Inter-Continental mellemvægtstitel den 10. maj 2003. Den 13. september 2003, erstattede han den skadede Bert Schenk i en WBO-titel kamp mod argentinske Hector Javier Velazco og vandt kampen. Sturm forsvarede titlen mod Rubén Varón Fernandez fra Spanien.
Den 5. juni 2004 i Las Vegas, mødte Sturm Oscar De La Hoya i et forsvar af sit WBO verdensmester i mellemvægt mesterskab. Alle tre dommere scorede kampen 115-113 til De La Hoya, mens Harold Lederman scorede kampen 115-113 til Sturm. Compubox regnede Sturm til at have ramt med 234 af 541 slag, mens De La Hoya, havde ramt 188 ud af 792. Sturm protesterede mod afgørelsen med Nevada Athletic Kommissionen til ingen nytte.
Den 11. marts 2006, besejrede Storm Maselino Masoe for den "almindelige" WBA mellemvægtstitel ved en enstemmig afgørelse. Storm mistede derefter sin titel mod den tidligere mester Javier Castillejo ved TKO den 15. juli 2006, men vandt den tilbage den 28. april 2007 ved en tolv omgangs enstemmig afgørelse i Oberhausen.
Sturm blev en tre gange verdensmester efter at have vundet over Castillejo i omkamp.
Den 2. november i 2008, beholdte Sturm sin WBA-mellemvægtstitel via enstemmig afgørelse (118-110, 118-110 og 119-109) over Sebastian Sylvester. Han steg til 31-2, med en uafgjort, mens Sylvester faldt til 31-3.
Den 11. juli 2009 forsvarede han sin titel mod Khoren Gevor i Nuerburg i Tyskland i 12 omgang.
Efter mere end et års inaktivitet kom Sturm tilbage for at forsvare sin WBA-titel mod Giovanni Lorenzo, hvor vinderen blev WBA-Supermesteren. Sturm besejrede Lorenzo ved en tolv-omgangs enstemmig afgørelse med dommerne, der tildelte ham 117-111 to gange, og 118-111 på scorecards. 
Den 25. juni 2011 forsvarede han sin titel mod Matthew Macklin, hvor han blev tvunget til at komme tilbage efter Macklin havde vist sig imponerende i løbet af de tidligere omgange. Han vandt kampen med en Split deicision. Beslutningen blev stærkt kontroversiel, hvor tyske aviser betegnede afgørelsen som en farce, mens Jean-Marcel Nartz, et medlem af Den Europæiske Boxing Association, kaldte afgørelsen en skændsel for tysk boksning og fortsatte med at sige det var et justitsmord. Tysk TV havde også Macklin som vinder af kampen med fire omgange.

## Privatliv
Han er gift med en kvinde ved navn Jasmina. De har sammen en søn ved navn Mahir, der blev født den 24. oktober 2009.